# Flughafen Linköping/Saab

i7
i11
i13
Der Flughafen Linköping/Saab (IATA-Code: LPI, ICAO-Code: ESSL) ist der Flughafen der schwedischen Stadt Linköping. Er wird von Saab Airport AB und Linköping City Airport AB betrieben. Linköping City Airport AB nennt den Flughafen Linköping City Airport.
Es gibt täglich zwei bis drei Linienflüge der KLM nach Amsterdam.